# Sint-Heribertkerk
De Sint-Heribertkerk (ook wel witte kerkje genoemd) is een laatgotische kerkgebouw aan de Zeisterweg 34 in het Nederlandse dorp Odijk gemeente Bunnik. 
De kerk is een eenvoudig gepleisterd driezijdig gesloten gebouw uit de 16e eeuw in laatgotische stijl.
Het witte kerkje van Odijk staat op dezelfde plek waar vanaf 1230 een andere kerk heeft gestaan en waarvan de fundering nog in de grond zit. Deze kerk leek veel op de Oude of Sint Stevenskerk in Werkhoven; beide behoorden tot dezelfde parochie. De bisschop van Utrecht schonk rond 1230 deze kerk aan de nieuw-gestichte Sint-Servaasabdij in Utrecht, maar bleef tot aan het begin van de reformatie het patronaatsrecht behouden van de parochie Odijk en het kerkgebouw.
Later in 1857 werd er een  consistoriekamer aangebouwd, die gebruikt werd voor catechisatie- en vergaderruimte. 
In 1974 kreeg de kerk een nieuw orgel, gebouwd door orgelbouwer K.B. Blank & Zoon te Herwijnen, ter vervanging van het Verweijs-orgel (een afgekeurd drieklaviersorgel dat bestemd was voor het conservatorium te Utrecht). De kas van het instrument is gekopieerd naar het orgel uit 1713 in de hervormde kerk te Ried (Fr.).
Rond dit mooie kerkje liggen de kerkeboomgaard, de pastorie met grote pastorietuin met daaraan gelegen de begraafplaats. Dit alles vormt samen de oudste groene kern van Odijk.